# 501

501(오백일)은 500보다 크고 502보다 작은 자연수다.

## 수학
- 합성수로, 그 약수는 1, 3, 167, 501이다. 진약수의 합은 171이므로, 501은 부족수다.
  - 154번째 반소수다. 앞의 반소수는 497, 다음 반소수는 502이다.
- 61 이하의 모든 소수(素數)의 합이다.[a]

## 과학
- NGC 501(영어판): 물고기자리 방향에 있는 타원은하.

## 교통
- 고속도로 및 국도
  - 유럽 고속도로 501호선: 프랑스 르망에서 앙제까지 이어지는 유럽 고속도로.
  - 오토루트 501호선(프랑스어판): 프랑스의 고속도로.
  - 일본 501번 국도(일본어판): 후쿠오카현 오무타시에서 구마모토현 우토시까지 이어지는 일본의 국도.
- 기타 도로
  - 501번 지방도: 충청북도 영동군 학산면에서 옥천군 옥천읍까지 이어지는 대한민국의 지방도.
  - 현도 제501호선

## 군사
- U-501(영어판): 제2차 세계 대전에 사용된 나치 독일의 군용 잠수함.

## 문화유산
- 대한민국의 보물 제501호: 장계 홍패 및 장말손 백패·홍패
- 대한민국의 사적 제501호: 보령 충청수영성

## 방송
- KT HCN의 MBC 스포츠플러스 채널 번호.

## 기타
- 날짜: 5월 1일
- 연도: 501년, 기원전 501년
- 대한민국의 5인조 남성 그룹 SS501